# SEPSA
La SEPSA (Società per l'Esercizio di Pubblici Servizi per Azioni) è stata un'azienda di trasporto pubblico locale, che gestiva il servizio ferroviario urbano e suburbano all'interno del quadrante occidentale della città metropolitana di Napoli attraverso le ferrovie Cumana e Circumflegrea e automobilistico urbano, suburbano e nelle isole di Ischia e Procida. Con la fusione del 27 dicembre 2012 l'azienda insieme a Circumvesuviana s.r.l. e MetroCampania NordEst è confluita nell'Ente Autonomo Volturno. Rientrava tra le aziende del Consorzio UnicoCampania.

## Storia
SEPSA in origine nota come "Società per le ferrovie napoletane", fu fondata nel 1883 con il compito di realizzare una ferrovia che collegasse Napoli con le aree flegree di Pozzuoli e Cuma, da cui deriva la denominazione di "Ferrovia Cumana". La linea venne messa in esercizio nel 1889. La denominazione attuale di SEPSA ("Società per l'Esercizio di Pubblici Servizi per Azioni") risale al 1938. Negli anni cinquanta la SEPSA inizia la realizzazione di una seconda linea ferroviaria nell'area flegrea, che entra in esercizio nel 1962 con il nome di "Circumflegrea". Negli anni successivi le due linee, inizialmente realizzate a binario unico, sono soggette a un progetto di raddoppio per aumentarne capacità e frequenza.

## La società
La SEPSA era di proprietà dell'EAV holding della Regione Campania. Il 27 dicembre 2012 l'azienda è stata accorpata insieme a Circumvesuviana s.r.l e MetroCampania NordEst, nell'Ente Autonomo Volturno che oggi costituisce un'unica società di trasporto.